# August (nom)
Pour les articles homonymes, voir August.
August est un patronyme et un prénom masculin dont l'origine provient du latin Augustus signifiant estimé ou vénérable, lui-même dérivé de augere signifiant à grandir. Le nom devient par la suite un titre donné aux empereurs romains.

## Patronyme
August est un nom de famille  notamment porté par :

- Alba August (née en 1993), actrice suédoise
- Amadeus August (1942-1992), acteur allemand
- Benoît August (né en 1976), joueur français de rugby à XV
- Bille August (né en 1948), réalisateur de cinéma danois
- Edward August (en) (1860-1935), homme politique canadien du Manitoba
- Edwin August (1883-1964), acteur, réalisateur et scénariste américain
- Éric August (1950-1998), joueur et entraîneur français de rugby à XV
- Guillaume August (né en 1980), joueur français de rugby à XV
- John August (né en 1970), scénariste, producteur et réalisateur américain
- Leo August (en) (1914-1997), philatéliste américain
- Olivier August (né en 1985), joueur français de rugby à XV
- Pernilla August (né en 1958), actrice suédoise
- Tyler August (en)  (né en 1983), homme politique américain du Wisconsin

## Prénom
- August Aichhorn (1878-1949), éducateur et psychanalyste autrichien
- August Alle (en) (1890-1952), écrivain estonien
- August Allebé (1838-1927), peintre et lithographe néerlandais
- August Alsina (né en 1992), chanteur américain
- August Ames (1994-2017), actrice pornographique canadienne
- August Bebel (1840-1913), artisan et homme politique allemand
- August Bogusch (en) (1890-1948), officier allemand, membre de camp de concentration
- August Coppola (en) (1934-2009), auteur et cinéaste américain
- August Dvorak (1894-1975), pédagogue en psychologie américain
- August Eigruber (1907-1947), homme politique nazi allemand
- August Getty (en) (né en 1994), styliste américain
- August Horch (1868-1951), industriel allemand, fondateur de Audi
- August Jakobson (1904-1963), écrivain et homme politique estonien
- August Kastra (en) (1878-1941), journaliste et syndicaliste estonien
- August Kippasto (en) (1887-1973), lutteur olympique estonien
- August Kitzberg (en) (1855-1927), écrivain estonien
- August Krogh (1874-1949), physiologiste danois
- August Kohver (en) (1889-1942), agronome et homme politique estonien
- August Kukk (en) (1908-1988), lutteur olympique estonien
- August Lass (1903-1962), joueur estonien de football
- August Leskien (1840-1916), linguiste allemand, spécialiste en langues slaves
- August Mälk (1900-1987), écrivain et homme politique estonien
- August Meyszner (1886-1947), homme politique allemand de la droite nationaliste
- August S. Narumi (en) (1919-1994), militant scout américain
- August Neo (en) (1908-1982), lutteur olympique estonien
- August Pikker (en) (1889-1976), lutteur olympique estonien
- August Rei (en) (1886-1963), homme politique estonien
- August Sang (en) (1914-1969), poète et traducteur estonien
- August Sangret (en) (1913-1943), soldat et meurtrier canadien
- August Schellenberg (1936-2013), acteur canado-américain
- August Schmidhuber (1901-1947), officier militaire allemand
- August Spies
- August Strindberg (1849-1912), écrivain et dramaturge suédois
- August Traksmaa (en) (1893-1942), diplomate et général estonien
- August Vaga (en) (1893-1960), botaniste estonien
- August Warberg (en) (1842-1915), acteur et directeur de théâtre suédois
- August Weismann (1834-1914), biologiste et médecin prussien
- August Wesley (1887-1942), journaliste et révolutionnaire finlandais
- August Wilson (1945-2005), écrivain américain

## Variants masculins
- Ágastas (irlandais)
- Ágost (hongrois)
- Augusto ou Agostino (italien)
- Ágúst (islandais) [2]
- Águstas (irlandais)
- Agusto (espagnol)
- Ağustos (turc)
- Aogust (breton)
- Août (français)
- August (catalan, danois, anglais, estonien, allemand, norvégien, polonais, suédois)
- Augustas (lituanien)
- Auguste (français)
- Augusti (albanais)
- Augusto (italien, portugais, espagnol)
- Augusts (letton)
- Agustinus (indonésien)
- Augustu (sicilien)
- Augustus (néerlandais, latin)
- Aukusti (finnois)
- Austu (sarde)
- Ávgos (same)
- Avgust (slovène)
- Awgust (sorabe)
- Августин (Avgust, Avhust) (bulgare, macédonien, russe, serbe, ukrainien)
- Αύγουστος (Avgoustos) (grec)
- אוגוסטוס (hébreu)

### Diminutif
- Agge (suédois)
- Ago (estonien)
- Aku (finnois)
- Augi (allemand)
- Augie (anglais)
- Auke (frison occidental)
- Ësti (luxembourgeois)
- Gus (anglais, scots)
- Gusse (danois)
- Gust (luxembourgeois)
- Gusta (tchèque)
- Gustek (slovène)
- Gustík (tchèque)
- Gustelj (slovène)
- Gusti (luxembourgeois, allemand, slovène)
- Guto (portugais)
- Gustl (allemand, slovène)
- Guus (néerlandais)
- Kusti (finnois)

## Variants féminins
- Ágústa (islandais) [2]
- August (anglais)
- Augusta (danois, néerlandais, anglais, italien, polonais, portugais, hongrois)
- Auguste (anglais)
- Augustė (lituanien)
- Augustia (anglais)
- Agustina (indonésien)
- Auguszta (hongrois)
- Avgusta (slovène)

### Diminutif
- Aukje (langues frisonnes)
- Gussie (anglais)
- Gusta (néerlandais)
- Guusje (néerlandais)
- Gussy (allemand)